# Ernst Bauer
Ernst Bauer (3 de Fevereiro de 1914 - 12 de Março de 1988) foi um oficial da Kriegsmarine que atuou durante a Segunda Guerra Mundial.

## Biografia
Bauer iniciou a sua carreira militar no mês de Abril de 1933, servindo por mais de um ano no cruzador rápido Königsberg, sendo transferido para a força U-Boot no mês de Janeiro de 1938.
Serviu como um oficial de observação no U-10 e no U-37, recebendo logo após o comando do submarino de treinamentos U-120 no mês de abril de 1940, submarino este que ele comissionou. Permaneceu neste submarino por pouco tempo, saindo dele em novembro de 1940 para comissionar o U-126 no mês de Março de 1941.
Realizou um total de 5 patrulhas de guerra bem-sucedidas, onde ele operou principalmente em águas caribenhas e africanas. Deixou o comando deste U-Boot no mês de Março de 1943 para servir como um oficial de treinamentos na 27. Unterseebootsflottille, vindo a se tornar o comandante desta Flotilha no mês de Outubro de 1944, sendo transferido desta para a 26. Unterseebootsflottille nas últimas semanas de guerra.
Entrou para a Bundesmarine no ano de 1955, onde ocupou diversas posições de staff, se retirando do serviço ativo no ano de 1972 com a patente de Kapitän zur See.

## Carreira

### Patentes
Durante o seu tempo de serviço, alcançou a patente máxima de Korvettenkapitän.
| 1 de Abril de 1933   | Offiziersanwärter    |
| 1 de Julho de 1934   | Fähnrich zur See     |
| 1 de Abril de 1936   | Oberfähnrich zur See |
| 1 de Outubro de 1936 | Leutnant zur See     |
| 1 de Junho de 1938   | Oberleutnant zur See |
| 1 de Março de 1941   | Kapitänleutnant      |
| 5 de Abril de 1945   | Korvettenkapitän     |

### Condecorações
| 8 de Novembro de 1939 | Cruz de Ferro 2ª Classe            |
| 8 de Novembro de 1939 | Badge de Guerra de U-Boot          |
| 1 de Agosto de 1940   | Cruz de Ferro 1ª Classe            |
| 16 de Março de 1942   | Cruz de Cavaleiro da Cruz de Ferro |

### Patrulhas
|       | U-Boot | Partida     | Partida | Chegada     | Chegada | Dias     | Toneladas |
| ----- | ------ | ----------- | ------- | ----------- | ------- | -------- | --------- |
| 1     | U-126  | 5 Jul 1941  | Kiel    | 24 Ago 1941 | Lorient | 51 dias  | 13,693    |
| 2     | U-126  | 24 Set 1941 | Lorient | 13 Dez 1941 | Lorient | 81 dias  | 24,316    |
| 3     | U-126  | 2 Fev 1942  | Lorient | 29 Mar 1942 | Lorient | 56 dias  | 48,862    |
| 4     | U-126  | 25 Abr 1942 | Lorient | 25 Jul 1942 | Lorient | 92 dias  | 48,907    |
| 5     | U-126  | 19 Set 1942 | Lorient | 7 Jan 1943  | Lorient | 111 dias | 14,536    |
| Total | Total  | Total       | Total   | Total       | Total   | 391 dias | 150 314 t |

### Navios afundados
Durante o seu tempo de serviço, alcançou a tonelagem afundada de 150 314 t.
- 24 navios afundados, num total de 111,564 GRT
- 1 navio de guerra afundado, num total de 450 tons
- 4 navios danificados, num total de 31,304 GRT
- 1 navio com perda total, totalizando 6,996 GRT

| Data        | U-Boot | Nome da Embarcação            | Toneladas | Nacionalidade   |
| ----------- | ------ | ----------------------------- | --------- | --------------- |
| 20 Jul 1941 | U-126  | Canadian Star (danificado)    | 8,293     | britânico       |
| 27 Jul 1941 | U-126  | Erato                         | 1,335     | britânico       |
| 27 Jul 1941 | U-126  | Inga I                        | 1,304     | norueguês       |
| 4 Ago 1941  | U-126  | Robert Max                    | 172       | britânico       |
| 14 Ago 1941 | U-126  | Sud                           | 2,589     | ioguslavo       |
| 10 Out 1941 | U-126  | HMS LCT-102 [Trans.]          | 450       | britânico       |
| 10 Out 1941 | U-126  | Nailsea Manor                 | 4,926     | britânico       |
| 19 Out 1941 | U-126  | Lehigh                        | 4,983     | norte-americano |
| 20 Out 1941 | U-126  | British Mariner (perda total) | 6,996     | britânico       |
| 13 Nov 1941 | U-126  | Peru                          | 6,961     | britânico       |
| 2 Mar 1942  | U-126  | Gunny                         | 2,362     | noruguês        |
| 5 Mar 1942  | U-126  | Mariana                       | 3,110     | norte-americano |
| 7 Mar 1942  | U-126  | Barbara                       | 4,637     | norte-americano |
| 7 Mar 1942  | U-126  | Cardonia                      | 5,104     | norte-americano |
| 8 Mar 1942  | U-126  | Esso Bolivar (danificado)     | 10,389    | panamenho       |
| 9 Mar 1942  | U-126  | Hanseat                       | 8,241     | panamenho       |
| 12 Mar 1942 | U-126  | Olga                          | 2,496     | norte-americano |
| 12 Mar 1942 | U-126  | Texan                         | 7,005     | norte-americano |
| 13 Mar 1942 | U-126  | Colabee (danificado)          | 5,518     | norte-americano |
| 3 Jun 1942  | U-126  | Høegh Giant                   | 10,990    | noruguês        |
| 15 Jun 1942 | U-126  | Dutch Princess                | 125       | britânico       |
| 16 Jun 1942 | U-126  | Arkansan                      | ,997      | norte-americano |
| 16 Jun 1942 | U-126  | Kahuku                        | 6,062     | norte-americano |
| 27 Jun 1942 | U-126  | Leiv Eiriksson                | 9,952     | norueguês       |
| 29 Jun 1942 | U-126  | Mona Marie                    | 126       | canadense       |
| 1 Jul 1942  | U-126  | Warrior                       | 7,551     | norte-americano |
| 3 Jul 1942  | U-126  | Gulfbelle (danificado)        | 7,104     | norte-americano |
| 1 Nov 1942  | U-126  | George Thatcher               | 7,176     | norte-americano |
| 4 Nov 1942  | U-126  | Oued Grou                     | 792       | britânico       |
| 5 Nov 1942  | U-126  | New Toronto                   | 6,568     | britânico       |
| Total       | Total  | Total                         | 150 314   |                 |